# Jeanne de Châteaudun
Jeanne de Châteaudun (1227 - après 1252) est une aristocrate française et l'épouse de Jean Ier de Montfort et de Jean de Brienne, grand bouteiller de France. 

## Famille
Jeanne naît vers 1227, elle est la fille aînée et la cohéritière de Godefroy VI de Châteaudun, et de son épouse Clémence des Roches (décédée après septembre 1259). Son père détient également les titres de seigneur de Château-du-Loir, Mayet, Louplande, Montdoubleau et la Suze. En 1229, il participe à la Croisade des albigeois dans le Languedoc. 

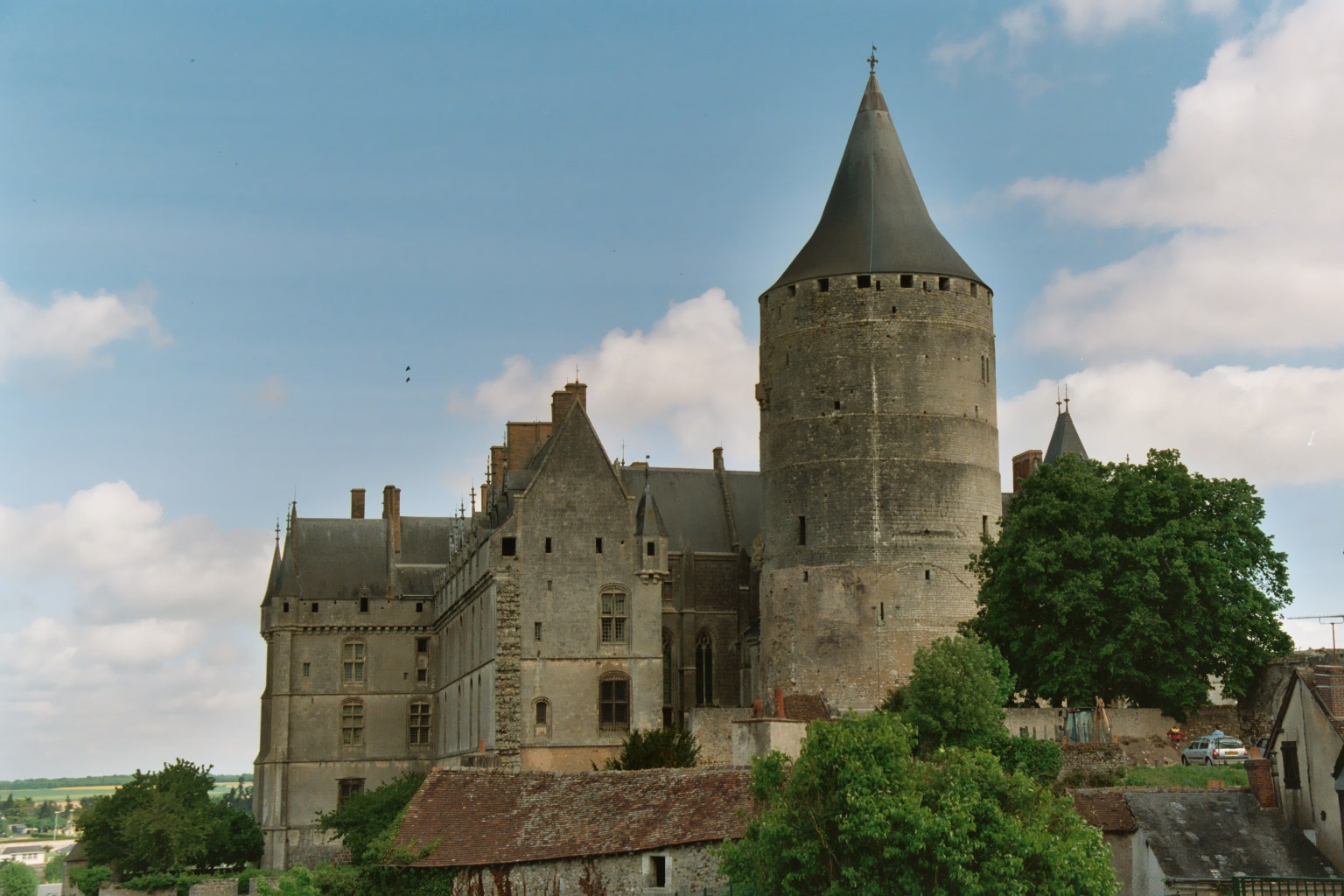
Château de Châteaudun, Eure-et-Loir.

Ses grands-parents paternels sont Godefroy V de Châteaudun et Alix de Freteval, et ses grands-parents maternels sont Guillaume des Roches, sénéchal d'Anjou et Marguerite de Sablé, fille de Robert IV de Sablé et de Clémence de Mayenne. Jeanne a une sœur cadette, Clémence de Châteaudun (après 1227 - avant le 1er février 1259), qui épouse Robert Ier de Beu (1217-1264). Elle a aussi un frère, Pierre de Châteaudun (décédé après 1251), devenu moine. 

## Mariages et descendance
En mars 1248, Jeanne épouse Jean Ier de Montfort, fils d'Amaury VI de Montfort et de Béatrice de Viennois, avec qui elle a une fille : 
- Béatrice de Montfort, comtesse de Montfort-l'Amaury et de Dreux (décembre 1248/1249- 9 mars 1312), qui épouse en 1260 Robert IV de Dreux (1241-1282), ils sont parents de six enfants, dont Jean II de Dreux et Yolande de Dreux, épouse d'Alexandre III d'Écosse.

En 1249, Jean de Montfort meurt à Chypre, alors qu'il participe à la septième croisade. Jeanne épouse Jean de Brienne (1230-1296), grand bouteiller de France, en 1251. Son époux est le fils de Jean de Brienne, roi de Jérusalem et empereur de Constantinople, et de sa troisième épouse Bérengère de Léon. Une fille est née de ce mariage : 
- Blanche de Brienne (1252-1302) : elle épouse en 1269 Guillaume II de Fiennes, baron de Tingry. Ils ont trois enfants, dont Marguerite de Fiennes, mère de Roger Mortimer, 1er comte de March.

## Postérité
Jeanne meurt à une date inconnue. Une source prétend qu'elle aurait obtenu le titre de dame de Château-du-Loir en 1265. Elle transmet Louplande à sa fille Blanche.  
Jean de Brienne épouse en secondes noces Marie de Coucy (1218-1285), veuve du roi Alexandre II d'Écosse, mais n'a pas d'enfants avec elle. 
Les descendants notables de Jeanne de Châteaudun incluent Anne de Bretagne, Jeanne de Kent, Anne Mortimer, Élisabeth Woodville et le roi Henri VII, ce qui en fait l'ancêtre de tous les monarques d'Angleterre à partir d'Édouard IV. Par Jeanne Beaufort, épouse de Jacques Ier d'Écosse, elle est l'ancêtre de tous les monarques d'Écosse à partir de Jacques II d'Écosse.   